# العلاقات الأمريكية الإيطالية
العلاقات الأمريكية الإيطالية هي العلاقات الثنائية التي تربط بين الجمهورية الإيطالية والولايات المتحدة الأمريكية.
تتمتع إيطاليا والولايات المتحدة الأمريكية بعلاقات طيبة وودية. تتمتع الولايات المتحدة الأمريكية بتمثيل دبلوماسي في دولة إيطاليا والدولة السابقة لها، مملكة إيطاليا، منذ عام 1840. قطعت الحكومة الإيطالية العلاقة الدبلوماسية مع الولايات المتحدة في عام 1891، واعتزمت لفترة وجيزة شنَّ حرب عليها كرد فعل على قضية إعدام أحد عشر إيطاليًا في مدينة نيو أورلينز بولاية لويزيانا الأمريكية، وانقطعت العلاقات مرة أخرى بين عامي 1941 و1943 حين دخل البلدان في حالة حرب.
بعد الحرب العالمية الثانية، أصبحت إيطاليا شريكًا قويًا ونشطًا عبر الأطلسي للولايات المتحدة، وسعى البلدان معًا إلى تعزيز مُثُلِ الديمقراطية والتعاون الدولي في مناطق النزاعات والحروب الأهلية. بهدف تحقيق هذه الغاية، تعاونت الحكومة الإيطالية مع الولايات المتحدة الأمريكية في صياغة سياسات الدفاع والأمن وحفظ السلام. تستضيف إيطاليا، بموجب الاتفاقيات الثنائية طويلة الأمد المنبثقة عن عضويتها في حلف شمال الأطلسي (الناتو)، قواتٍ عسكرية أمريكية مهمة في مدينة فيتشنزا وليفورنو (جيش)، وأفيانو (قاعدة جوية)، وسيغونيلا، وغيطة، ونابولي؛ الميناء الرئيسي للأسطول السادس في سلاح البحرية الأمريكي. هناك ما يقارب 11,500 عسكري تابع للولايات المتحدة الأمريكية في إيطاليا، وتستضيف البلاد أيضًا كلية دفاع الناتو في العاصمة روما.
تُعد إيطاليا شريكًا رئيسيًا في جهود مكافحة الإهاب، لكونها عضوًا مؤسسًا في كل من الاتحاد الأوروبي وحلف شمال الأطلسي. تتعاون الولايات المتحدة الأمريكية مع إيطاليا في الأمم المتحدة وفي مختلف المنظمات الإقليمية، ويتعاون البلدان أيضًا على المستوى الثنائي من أجل تحقيق السلام والرفاه والأمن.
بالإضافة إلى العلاقات الحكومية والاقتصادية والثقافية الوثيقة بين البلدين، تُعد إيطاليا، وفقًا لاستطلاعات رأي عالمية أجراها مركز بيو للأبحاث، واحدة من أكثر الدول تأييدًا للولايات المتحدة الأمريكية في العالم، إذ ينظر70% من الإيطاليين إلى الولايات المتحدة الأمريكية بشكل إيجابي وفقًا لإحصائيات عام 2002، وقد ارتفعت النسبة حسب إحصائيات عام 2014 إلى 78%. وفقًا لتقرير القيادة العالمية الأمريكي لعام 2012، وافق 51% من الإيطاليين على القيادة الأمريكية في ظل إدارة أوباما، فيما رفضها ما نسبته 16% من الإيطاليين، وتردد 33% من الشعب الإيطالي في الإجابة. على الجانب الآخر، ينظر العديد من الأمريكيين إلى إيطاليا بشكل إيجابي، إذ ينظر 70-80% منهم إلى إيطاليا باعتبارها دولة مفضلة لهم.

## ما قبل الحرب العالمية الثانية
توترت العلاقات بين البلدين على خلفية وفاة 11 إيطاليًا جراء عملية إعدام جماعي في الولايات المتحدة الأمريكية في عام 1891. طالبت الحكومة الإيطالية بتقديم قتلة الإيطاليين الأحد عشر للعدالة، بالإضافة إلى دفع تعويضات لعائلاتهم. استدعت إيطاليا سفيرها في واشنطن احتجاجًا على رفض الأخيرة المطالبات الإيطالية. حذت الولايات المتحدة حذو إيطاليا فاستدعت مندوبها في روما. ظلت العلاقات بين البلدين في حالة من الجمود لأكثر من عام. حين وافق الرئيس الأمريكي بنجامين هاريسون على دفع تعويض قدره 25 ألف دولار أمريكي لعائلات الضحايا، حاول الكونغرس التدخل في قراره هذا لكن دون جدوى، متهمًا إياه بـ«الاستيلاء على السلطة التنفيذية بطرق غير دستورية». 

## صعود الفاشية والحرب العالمية الثانية
منذ وصول موسوليني إلى السلطة، أشادت الولايات المتحدة الأمريكية بإنجازاته المبكرة، بما في ذلك دوره في تطوير العلاقات بين البلدين. تدهورت العلاقات بين إيطاليا والولايات المتحدة بعد غزو إيطاليا لإثيوبيا. كان ذلك في الوقت الذي بدأت فيه الولايات المتحدة بممارسة السياسة الانعزالية.
دخلت إيطاليا بين عامي 1941 و1943 في حالة حرب مع الولايات المتحدة. ابتداءً من عام 1943 وحتى انتهاء الحرب العالمية الثانية، كانت الجمهورية الإيطالية الاشتراكية العميلة لألمانيا الجزء الوحيد من إيطاليا المتحارب مع الولايات المتحدة الأمريكية. ساعدت حركة المقاومة الإيطالية مع فيكتور إيمانويل الثالث والموالين له بعد عام 1943 الولايات المتحدة وقوات الحلفاء خلال الحملة الإيطالية في الحرب العالمية الثانية. بعد انتهاء الحرب، احتلت الولايات المتحدة إيطاليا إلى أن أُجري الاستفتاء الدستوري الإيطالي في عام 1946. ساعدت الولايات المتحدة إيطاليا في الانتقال من نظام الحكم الملكي إلى الجمهوري. أصبحت إيطاليا منذ ذلك الحين حليفًا للولايات المتحدة الأمريكية وحاجزًا في وجه انتشار الشيوعية في القارة الأوروبية.

## 1946–1989
بين عامي 1946 و1953، أصبح نظام الحكم في إيطاليا جمهوريًا (1946)، ووقعت البلاد مع الحلفاء معاهدة سلام (1947)، وأصبحت عضوًا في منظمة حلف شمال الأطلسي (الناتو) في عام 1947، وأصبحت حليفة للولايات المتحدة الأمريكية، الأمر الذي ساهم في إحياء الاقتصاد الإيطالي من خلال مشروع مارشال الاقتصادي. انضمت إيطاليا في نفس هذه الفترة إلى الجماعة الأوروبية للفحم والصلب التي تحولت في النهاية إلى الاتحاد الأوروبي.
تمتع رئيس الوزراء الإيطالي المسيحي الديمقراطي ألسيد دي غاسبيري (1945–1953) بدعم كبير من الولايات المتحدة الأمريكية، إذ كان يُنظر إليه على أنه الرجل الذي يستطيع الوقوف في وجه المد الشيوعي؛ ولا سيما الحزب الشيوعي الفرنسي، الذي كان أكبر حزب شيوعي في أوروبا الغربية الديمقراطية. زار دي غاسبيري الولايات المتحدة في شهر يناير من عام 1947. شملت الأهداف الرئيسية للزيارة تخفيف الشروط الإيطالية لتوقيع معاهدة السلام الملعقة، والحصول على مساعدة اقتصادية فورية. اعتُبرت جولة رئيس الوزراء الإيطالي التي استغرقت عشرة أيام، والتي دبرها رجل الإعلام الشهير هينري لوس –مالك مجلة التايم–وزوجته كليربوث لوس سفيرة الولايات المتحدة اللاحقة في روما، انتصارًا إعلاميًا، ما أثار مجموعة من ردود الأفعال الإيجابية من قبل شريحة كبيرة من وسائل الإعلام الأمريكية.
خلال اجتماعاته التي عقدها في الولايات المتحدة الأمريكية، تمكن دي غاسبيري من الحصول على قرض لإيطاليا متواضع من الناحية الاقتصادية، لكنه ذو قيمة كبيرة من الناحية السياسية، قدره 100 مليون دولار أمريكي. توقع دي غاسبيري أن ينظر الرأي العام إلى القرض على أنه تصويت على الثقة بالحكومة الإيطالية وأنه يعزز موقفه مقابل الحزب الشيوعي في ظل الحرب الباردة الناشئة. عززت النتائج الإيجابية للزيارة سمعة دي غاسبيري في إيطاليا. عاد دي غاسبيري من الولايات المتحدة حاملًا معلومات مفيدة حول التغيير الأولي في السياسة الخارجية للولايات المتحدة التي من شأنها أن تشعل الحرب الباردة، وتؤدي إلى فصل الاشتراكيين اليساريين عن الشيوعيين في إيطاليا وتخرجهم من الحكومة في أزمة مايو عام 1947.
واجهت إيطاليا في سبعينيات القرن العشرين حالة من الاضطراب السياسي انتهت في الثمانينيات. تميزت هذه الفترة، المعروفة باسم «سنوات الرصاص»، بصراعات اجتماعية واسعة النطاق وبأعمال إرهابية نفذتها مجموعات غير ممثلة بالبرلمان. أدى اغتيال زعيم الحزب الديمقراطي المسيحي الإيطالي، ألدو مورو، إلى إنهاء «التسوية التاريخية» الموقعة بين العاصمة والحزب الشيوعي. في ثمانينيات القرن العشرين، أصبحت الحكومتان تُداران لأول مرة من قبل عضو في الحزب الجمهوري (جيوفاني سبادوليني) وعضو في الحزب الاشتراكي (بيتينو كراكسي)، بدلًا من إدارتهما من قبل عضو في الحزب الديمقراطي المسيحي الإيطالي.

## مقارنة بين البلدين
هذه مقارنة عامة ومرجعية للدولتين:
| وجه المقارنة                                              | الولايات المتحدة                                                                                                  | إيطاليا                                                  |
| --------------------------------------------------------- | --- | -------------------------------------------------------- |
| المساحة (كم2)                                             | 9.83 مليون | 301.34 ألف                                               |
| عدد السكان (نسمة)                                         | 311.58 مليون | 60.60 مليون                                              |
| الكثافة السكانية (ن./كم²)                                 | 31.7 | 201.1                                                    |
| العاصمة                                                   | واشنطن العاصمة | روما، فلورنسا، تورينو                                    |
| اللغة الرسمية                                             | لغة إنجليزية | اللغة الإيطالية                                          |
| العملة                                                    | دولار أمريكي | يورو، ليرة إيطالية                                       |
| الناتج المحلي الإجمالي (بليون دولار)                      | 19.39 تريليون | 1.93 تريليون                                             |
| الناتج المحلي الإجمالي (تعادل القوة الشرائية) بليون دولار | 18.04 تريليون | 2.26 تريليون                                             |
| الناتج المحلي الإجمالي الاسمي للفرد دولار أمريكي          | 56.12 ألف | 29.96 ألف                                                |
| الناتج المحلي الإجمالي للفرد دولار أمريكي                 | 54.63 ألف | 35.46 ألف                                                |
| مؤشر التنمية البشرية                                      | 0.920 | 0.873                                                    |
| رمز المكالمات الدولي                                      | +1 | +39                                                      |
| رمز الإنترنت                                              | .us، حكومة، .mil، Edu.                                                                                            | .it                                                      |
| المنطقة الزمنية                                           | توقيت ساموا الأمريكية، توقيت أطلنطي موحد، منطقة زمنية وسطى، توقيت ألاسكا ‏، المنطقة الزمنية الجبلية، توقيت تشامرو ‏ | توقيت وسط أوروبا، ت ع م+01:00، ت ع م+02:00، أوروبا/روما ‏ |

## مدن متوأمة
في ما يلي قائمة باتفاقيات التوأمة بين مدن أمريكية وإيطالية:
- ترتبط فورت لودرديل مع البندقية باتفاقية توأمة منذ 1996.
- ترتبط ميدفورد مع ألبا باتفاقية توأمة.
- ترتبط بروكتون مع ريبا تياتينا باتفاقية توأمة.
- ترتبط غراس فالي مع ليمانا باتفاقية توأمة.
- ترتبط لودي مع لودي باتفاقية توأمة.
- ترتبط Princeton Township, New Jersey [الإنجليزية]‏ مع بيتورانيلو ديل موليز باتفاقية توأمة.
- ترتبط بيتسفيلد مع كافا دي تيريني باتفاقية توأمة.
- ترتبط نورمان مع أريتسو باتفاقية توأمة.
- ترتبط نيبلز مع نابولي باتفاقية توأمة.
- ترتبط تشارلستون مع سبوليتو باتفاقية توأمة.
- ترتبط كليفلاند مع نيتونو باتفاقية توأمة منذ 1975.
- ترتبط ماونت بليزانت مع أريتسو باتفاقية توأمة.
- ترتبط بالتيمور مع مدينة ميتروبوليتان جنوة باتفاقية توأمة منذ 1975.
- ترتبط دي موين مع مقاطعة كاتنزارو باتفاقية توأمة منذ 1985.
- ترتبط نيو هيفن مع أمالفي باتفاقية توأمة منذ 1993.[19]
- ترتبط إديسون مع تريدجانو باتفاقية توأمة.
- ترتبط أيكن مع أورفييتو باتفاقية توأمة.
- ترتبط فيلادلفيا مع فلورنسا باتفاقية توأمة منذ 1986.[20][20][20][20]
- ترتبط كولومبوس مع مدينة ميتروبوليتان جنوة باتفاقية توأمة منذ 25 مارس 1987.
- ترتبط فيساليا مع بوتينيانو باتفاقية توأمة.
- ترتبط مقاطعة هونولولو مع نابولي باتفاقية توأمة.
- ترتبط نيو أورلينز مع جزيرة ليري (إيطاليا) باتفاقية توأمة منذ 14 يوليو 1995.
- ترتبط بوسطن مع بادوفا باتفاقية توأمة منذ 24 يونيو 1959.
- ترتبط نيو بريتن مع سولارينو باتفاقية توأمة.
- ترتبط ساراسوتا مع تريفيزو باتفاقية توأمة منذ 6 سبتمبر 1995.
- ترتبط ريفرسايد مع البينيانو باتفاقية توأمة منذ 2013.
- ترتبط سينسيناتي مع روما باتفاقية توأمة منذ 1989.
- ترتبط Bensalem Township, Pennsylvania [الإنجليزية]‏ مع Roggiano Gravina [الإنجليزية]‏ باتفاقية توأمة.
- ترتبط سانتا مونيكا مع سانت إيليا فيوميرابيدو باتفاقية توأمة.
- ترتبط برينستون مع بيتورانيلو ديل موليز باتفاقية توأمة.
- ترتبط هارتفورد مع فلوريديا باتفاقية توأمة.
- ترتبط غراند رابيدز مع بيروجيا باتفاقية توأمة.
- ترتبط ميامي مع باليرمو باتفاقية توأمة منذ 1 نوفمبر 1990.
- ترتبط كاستروفيل مع لاديسبولي باتفاقية توأمة.
- ترتبط هيرين مع كوجيونو باتفاقية توأمة.
- ترتبط إلموود بارك مع فروزينوني باتفاقية توأمة.
- ترتبط فولسوم مع Crespano del Grappa [الإنجليزية]‏ باتفاقية توأمة.
- ترتبط سانتا كروز مع Riva Trigoso  [لغات أخرى]‏ باتفاقية توأمة.
- ترتبط بروفيدنس مع فلورنسا باتفاقية توأمة.
- ترتبط شارلوتسفيل مع باغيو آ كايانو باتفاقية توأمة.
- ترتبط أوكلاند مع ليفورنو باتفاقية توأمة.
- ترتبط سانت لويس مع بولونيا باتفاقية توأمة منذ 1960.
- ترتبط ستوكتون مع بارما باتفاقية توأمة.
- ترتبط فريسنو مع فيرونا باتفاقية توأمة.
- ترتبط كينوشا مع كوزنسا باتفاقية توأمة.
- ترتبط قرية إلك غروف مع ترميني إميرسي باتفاقية توأمة.
- ترتبط أثينا مع كورتونا باتفاقية توأمة.
- ترتبط بوفالو مع سيينا باتفاقية توأمة منذ 1977.
- ترتبط كرانستون مع Itri [الإنجليزية]‏ باتفاقية توأمة.
- ترتبط سوفولك مع أوديرزو باتفاقية توأمة.
- ترتبط سانتا فيه مع سورينتو باتفاقية توأمة منذ 23 فبراير 1983.
- ترتبط فورت وورث مع ريدجو إميليا باتفاقية توأمة منذ 15 يونيو 1990.
- ترتبط كورال غيبلز مع بيزا باتفاقية توأمة.
- ترتبط يونكيرس مع تالياكوتسو باتفاقية توأمة.
- ترتبط روتشستر مع قلعة النساء باتفاقية توأمة منذ 1964.
- ترتبط غاردن سيتي مع أوريستانو باتفاقية توأمة.
- ترتبط موبيل مع جيتا باتفاقية توأمة.
- ترتبط مقاطعة ميامي داد مع مقاطعة أستي باتفاقية توأمة.
- ترتبط ميامي بيتش مع بسكارا باتفاقية توأمة.
- ترتبط مقاطعة ألبمارل مع براتو باتفاقية توأمة.
- ترتبط دانبري مع ديكولاتورا باتفاقية توأمة.
- ترتبط فورت سميث مع تشيستيرنا دي لاتينا باتفاقية توأمة.
- ترتبط هايلاند بارك مع فيرارا باتفاقية توأمة.
- ترتبط أوكالا مع بيزا باتفاقية توأمة.
- ترتبط جزيرة ستاتن مع Crespina [الإنجليزية]‏ باتفاقية توأمة.
- ترتبط شارلوت أمالي مع مونتيسكودايو باتفاقية توأمة.
- ترتبط سبرينغفيلد مع فيتيربو باتفاقية توأمة.
- ترتبط كامبريدج مع جيتا باتفاقية توأمة.
- ترتبط أمبلر مع مايدا، كالابريا (إيطاليا) باتفاقية توأمة.
- ترتبط ديترويت مع تورينو باتفاقية توأمة منذ 2003.
- ترتبط Bristol Township, Pennsylvania [الإنجليزية]‏ مع Spinetoli [الإنجليزية]‏ باتفاقية توأمة.
- ترتبط سان فرانسيسكو مع إسكيا باتفاقية توأمة منذ 1970.
- ترتبط بيتسبرغ مع إيسولا ديلي فيميني باتفاقية توأمة.
- ترتبط بويبلو مع بيرغامو باتفاقية توأمة.
- ترتبط أوشن سيتي مع فينالي ليجوري باتفاقية توأمة.
- ترتبط سياتل مع بيروجيا باتفاقية توأمة منذ 1981.[21][21][21][21]
- ترتبط ليتل روك مع رغوس باتفاقية توأمة.
- ترتبط إليزابيث مع ريبيرا باتفاقية توأمة منذ 12 يونيو 1969.
- ترتبط نايلز مع بيزا باتفاقية توأمة.
- ترتبط جيمستاون مع كانتو باتفاقية توأمة.
- ترتبط مورغان هيل مع سان كاسيانو في فال دي بيسا باتفاقية توأمة.
- ترتبط غرانت تاون مع سافيلي باتفاقية توأمة.
- ترتبط بلاسينتيا مع بياتشنزا باتفاقية توأمة.
- ترتبط Village of Columbus and Camp Furlong [الإنجليزية]‏ مع بوريتا تيرمي باتفاقية توأمة منذ 2004.
- ترتبط مونتغومري مع بييتراسانتا باتفاقية توأمة.
- ترتبط تشاتانوغا مع أسكولي بيتشينو باتفاقية توأمة.
- ترتبط كيب كانفرال مع فونتي نوفا باتفاقية توأمة.
- ترتبط بروكلين مع أنسيو باتفاقية توأمة.
- ترتبط ويلمنغتون مع Olevano sul Tusciano [الإنجليزية]‏ باتفاقية توأمة منذ 28 مارس 1963.
- ترتبط سان رافاييل مع Lonate Pozzolo [الإنجليزية]‏ باتفاقية توأمة.
- ترتبط ماديسون مع ماريليانو باتفاقية توأمة منذ 1987.
- ترتبط كريستيانستيد مع مونتيسكودايو باتفاقية توأمة.
- ترتبط كورنينغ مع سان جيوفاني فالدارنو باتفاقية توأمة.
- ترتبط سووث سان فرانسيسكو مع لوكا باتفاقية توأمة.
- ترتبط إنديانابوليس مع مونزا باتفاقية توأمة منذ 1978.
- ترتبط تامبا مع جرجنت باتفاقية توأمة منذ 1992.[22]
- ترتبط توسان مع فيسولي باتفاقية توأمة.
- ترتبط مونتيري مع باليرمو باتفاقية توأمة.
- ترتبط West Pittston, Pennsylvania [الإنجليزية]‏ مع غالدو تادينو باتفاقية توأمة.
- ترتبط روكفورد مع فيرينتينو باتفاقية توأمة.
- ترتبط كوبيرتينو مع كوبرتينو باتفاقية توأمة.
- ترتبط سانت بول مع مودينا باتفاقية توأمة منذ 1999.
- ترتبط شيكاغو مع ميلانو باتفاقية توأمة منذ 2004.[23][23][23][23]
- ترتبط نيوبورت مع إمبيريا باتفاقية توأمة.
- ترتبط بيند مع بلونو باتفاقية توأمة.
- ترتبط فريدريكستيد مع مونتيسكودايو باتفاقية توأمة.
- ترتبط ألباني مع فيرونا باتفاقية توأمة.
- ترتبط شايان مع فوغيرا باتفاقية توأمة.
- ترتبط سومرفيل مع جيتا باتفاقية توأمة.
- ترتبط نوريستاون [الإنجليزية]‏ مع مونتيلا باتفاقية توأمة.
- ترتبط فيربانكس مع فانانو باتفاقية توأمة.
- ترتبط تشيلي مع أجروبولي باتفاقية توأمة.
- ترتبط فاليجو مع لا سبيتسيا باتفاقية توأمة منذ 9 ديسمبر 1969.
- ترتبط سونوما مع جريف في شيانتي باتفاقية توأمة.
- ترتبط شيكاغو هايتس مع سان بينيدتو دل ترونتو باتفاقية توأمة.
- ترتبط دنفر مع بوتنسا باتفاقية توأمة منذ 1975.
- ترتبط ميدلتاون مع ميليلي باتفاقية توأمة.
- ترتبط شايلر بارك مع كابورسو باتفاقية توأمة.
- ترتبط كيتشوم مع ليجنانو سابيا دورو باتفاقية توأمة.
- ترتبط فينيكس مع قطانية باتفاقية توأمة منذ 1979.
- ترتبط إيرفينغ مع مارينو باتفاقية توأمة.
- ترتبط برمنغهام مع بوميليانو داركو باتفاقية توأمة.
- ترتبط لانسنغ مع كوزنسا باتفاقية توأمة.
- ترتبط غرينفيل مع بيرغامو باتفاقية توأمة.
- ترتبط لوس أنجلوس مع إسكيا باتفاقية توأمة منذ 1991.[24][24][24][24]
- ترتبط سان جوان كابيسترانو مع كابسترانو باتفاقية توأمة.
- ترتبط سولت ليك مع تورينو باتفاقية توأمة منذ 20 يوليو 1989.
- ترتبط سينت كروا مع مونتيسكودايو باتفاقية توأمة.

## منظمات دولية مشتركة
يشترك البلدان في عضوية مجموعة من المنظمات الدولية، منها:
| علم المنظمة | اسم المنظمة                               | تاريخ انضمام الولايات المتحدة | تاريخ انضمام إيطاليا |
| ----------- | ----------------------------------------- | ----------------------------- | -------------------- |
|             | وكالة ضمان الاستثمار متعدد الأطراف        | 12 أبريل 1988                 | 29 أبريل 1988        |
|             | الوكالة الدولية للطاقة                    | ?                             | ?                    |
|             | الاتحاد الدولي للاتصالات                  | 1 يوليو 1908                  | 1866                 |
|             | يونسكو                                    | 4 نوفمبر 1946                 | ?                    |
|             | البنك الإفريقي للتنمية                    | ?                             | ?                    |
|             | بنك التنمية الآسيوي                       | 1966                          | 1966                 |
|             | الأمم المتحدة                             | 24 أكتوبر 1945                | 14 ديسمبر 1955       |
|             | مؤسسة التمويل الدولية                     | 20 يوليو 1956                 | 27 ديسمبر 1956       |
|             | منظمة الشرطة الجنائية الدولية             | ?                             | ?                    |
|             | مركز تنسيق الحركة في أوروبا ‏              | ?                             | ?                    |
|             | مجموعة الثماني                            | ?                             | ?                    |
|             | منظمة حظر الأسلحة الكيميائية              | ?                             | ?                    |
|             | الاتحاد البريدي العالمي                   | ?                             | ?                    |
|             | اتفاقية السماوات المفتوحة                 | ?                             | ?                    |
|             | منظمة التجارة العالمية                    | ?                             | 1995                 |
|             | منظمة الأمن والتعاون في أوروبا            | 25 يونيو 1973                 | 25 يونيو 1973        |
|             | نظام تحكم تكنولوجيا القذائف               | 1987                          | 1987                 |
|             | مجموعة الموردين النوويين                  | ?                             | ?                    |
|             | منظمة التعاون الاقتصادي والتنمية          | ?                             | 29 مارس 1962         |
|             | صندوق النقد الدولي                        | ?                             | ?                    |
|             | المركز الدولي لتسوية المنازعات الاستشارية | 14 أكتوبر 1966                | 28 أبريل 1971        |
|             | البنك الدولي للإنشاء والتعمير             | 27 ديسمبر 1945                | 27 مارس 1947         |
|             | مؤسسة التنمية الدولية                     | 24 سبتمبر 1960                | 24 سبتمبر 1960       |
|             | حلف شمال الأطلسي                          | 4 أبريل 1949                  | 4 أبريل 1949         |
|             | مجموعة العشرين                            | ?                             | ?                    |
|             | مجموعة أستراليا                           | 1985                          | 1985                 |
|             | المنظمة الهيدروغرافية الدولية             | ?                             | ?                    |
|             | الفريق المعني برصد الأرض                  | ?                             | ?                    |

## أعلام
هذه قائمة لبعض الشخصيات التي تربطها علاقات بالبلدين:
- آل باتشينو (ممثل أمريكي ومخرج، 25 أبريل 1940[38][39][40] – )
- أريانا غراندي (مغنية أمريكية-إيطالية، 26 يونيو 1993[41][42] – )
- باريس هيلتون (17 فبراير 1981[43] – )
- جاك نيكلسون (ممثل أمريكي، 22 أبريل 1937[44][45][46] – )
- جون ترافولتا (18 فبراير 1954[47][48][49] – )
- جيمس غاندولفيني (ممثل أمريكي، 18 سبتمبر 1961[50][51][52] – 19 يونيو 2013[50][51][52])
- روبرت دي نيرو (17 أغسطس 1943[53][54][55] – )
- سيلفستر ستالون (ممثل أمريكي، 6 يوليو 1946[56][57][58] – )
- سيلينا غوميز (مغنية وممثلة أمريكية، 22 يوليو 1992[59] – )
- فرانك سيناترا (12 ديسمبر 1915[60][61][62] – 14 مايو 1998[60][61][62])
- كوربن بلو (ممثل أمريكي، 21 فبراير 1989[63] – )
- كوينتن تارانتينو (27 مارس 1963[64][65][66] – )
- ليوناردو دي كابريو (ممثل ومنتج أفلام أمريكي، 11 نوفمبر 1974[67][68][69] – )
- نيكولاس كيج (ممثل أمريكي، 7 يناير 1964[70][71][72] – )
- هنري فوندا (ممثل أمريكي، 16 مايو 1905[73][74][75] – 12 أغسطس 1982[73][74][75])

## وصلات خارجية
- موقع وزارة الخارجية الأمريكية
- موقع وزارة الخارجية الإيطالية